# Ramanand Sagar
Ramanand Sagar, pseudonyme de Chandramauli Chopra, né à Lahore (Pendjab) le 29 décembre 1917 et mort à Bombay le 12 décembre 2005, est un réalisateur indien, aussi scénariste et producteur, surtout connu pour la réalisation de la série télévisée Ramayan, une série télévisée en 78 parties adaptée de l'épopée hindoue du Ramayana, avec Arun Govil dans le rôle de Lord Ram et Deepika Chikhalia dans celui de Sītā.